# Liste der Regimenter des oberrheinischen Reichskreises
Der oberrheinische Reichskreis bestand aus Hessen-Darmstadt, Hessen-Kassel und einer Reihe von geistlichen Fürstentümern (Hochstift Basel, Hochstift Fulda, Hochstift Speyer, Hochstift Worms, Hochstift Straßburg), aber auch zahlreiche freie Reichsstädte (z. B. Frankfurt am Main) und zahlreiche kleinere Territorien zählten zum Kreis. Die Kreistruppen wurden zum Teil auch von Territorien außerhalb des Kreises gestellt (Kurpfalz und Westerwald). Ende des 17. Jahrhunderts schied Hessen-Kassel allmählich aus der Kreisarmatur aus. Im 18. Jahrhundert trug Hessen-Darmstadt die Hauptlast der Kreistruppen, während Hessen-Kassel sogar auf preußischer Seite gegen die Reichstruppen kämpfte. Das letzte Aufgebot Hessen-Kassels wurde zum Polnischen Erbfolgekrieg aufgestellt.
„von 1555“ usw. Nummerierung nach Tessin No. 1–3 nach Bleckwenn:| * Gründung | † Auflösung | > Verbleib | = Doppelfunktion als stehendes Regiment eines Reichsstandes

## Nachhaltig bestehende Regimenter

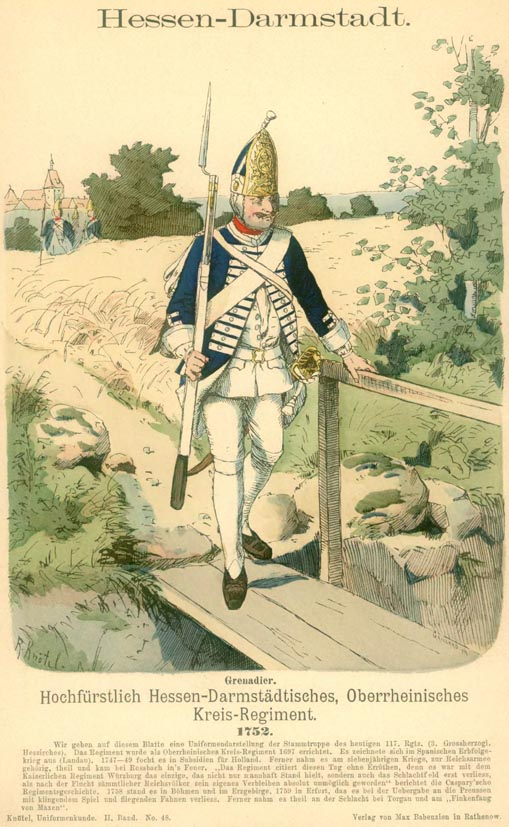
Oberrheinisches Kreis-Regiment. 1752

- Oberrheinisches Kreis-Infanterieregiment No. 1 von 1685/2 – Nassau *1685 - 1689 Goert – 1696 Goert – 1696 Buttler – 1705 Sachsen ("Saxons") – 1712 Schönborn – 1722 Isenburg – 1745 (57?) Zweibrücken – 1767 Isenburg – 1772 Zweibrücken – 1794?†
- Oberrheinisches Kreis-Infanterieregiment No. 2 von 1697 – Hessen-Darmstadt *1697 > Hessen-darmstädtisches Infanterieregiment von 1692/2
- Oberrheinisches Kreis-Infanterieregiment No. 3 von 1702 – Hessen-Weilburg – 1719 Nassau-Weilburg – 1750 Nassau-Weilburg – 1788 Solms – 1794?†

## Kurzfristig bestehende Regimenter

### Infanterieregimenter
- Oberrheinisches Kreis-Infanterieregiment von 1599 – Solms *1599†
- Oberrheinisches Kreis-Infanterieregiment von 1664/2 – Solms *1664†
- Oberrheinisches Kreis-Infanterieregiment von 1664/3 – Nassau *1664†
- Oberrheinisches Kreis-Infanterieregiment von 1673/2 – Solms *1679?†
- Oberrheinisches Kreis-Infanterieregiment von 1673/3 – Nassau *1679?†
- Oberrheinisches Kreis-Infanterieregiment von 1689 – Wittgenstein (Fulda?) *1689†
- Oberrheinisches Kreis-Infanterieregiment von 1696 – Hennemann *1697†
- Oberrheinisches Kreis-Infanterieregiment von 1764 – Hessen-Kassel *1764 – 1789† > Hessen-kasselsches Infanterieregiment von 1763/1

### Kavallerieregimenter
- Oberrheinisches Kreis-Kavallerieregiment von 1664/1 – Nassau *1664†
- Oberrheinisches Kreis-Kavallerieregiment von 1673/1 – ? *1673 – 1679?†
- Oberrheinisches Kreis-Kavallerieregiment von 1685/1 – Rau *1685 – 1685 Spiegel – 1686 Nassau-Weilburg – 1713 Cloess (Kurpfalz) – 1754 Kurpfalz - †1770